# John Atanasoff
John Vincent Atanasoff (Condado de Madison, 4 de outubro de 1903 — Frederick, 15 de junho de 1995) foi um matemático estadunidense de origem búlgara.
John Atanasoff junto com o seu aluno Clifford Berry foram os verdadeiros pais dos computadores modernos.

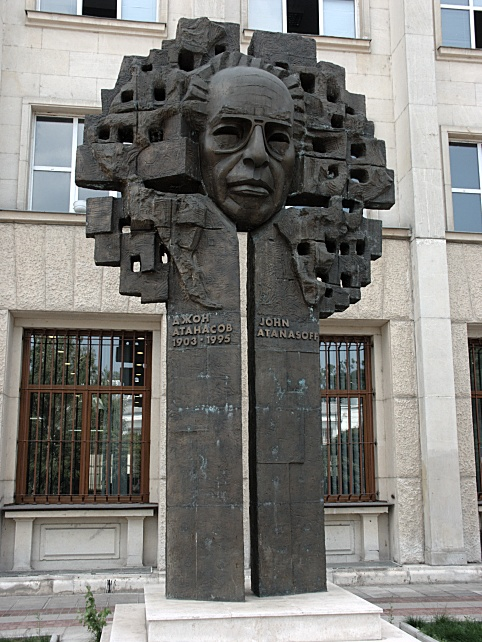
Monumento a John Atanasoff em Sófia.

Atanasoff trabalhou no projeto de um computador eletrônico e, em 1939, obteve uma verba de US$ 650 para construí-lo. Com o estudante de pós-graduação Clifford Berry, construiu-o no porão do prédio do Departamento de Física da Universidade Estatal de Iowa. O protótipo só foi finalizado em 1942, batizado de Atanasoff–Berry Computer ABC.